# Berberis leptoclada
Berberis leptoclada är en berberisväxtart som beskrevs av Friedrich Ludwig Diels. Berberis leptoclada ingår i släktet berberisar, och familjen berberisväxter. Inga underarter finns listade i Catalogue of Life.